# Alexandre Joseph Straub
Pour les articles homonymes, voir Straub.
Ne doit pas être confondu avec Alexander Straub.
Alexandre Joseph Straub, né le 19 mars 1825 à Strasbourg et décédé le 27 novembre 1891 dans cette même ville, est un chanoine, vicaire général, archéologue, collectionneur, historien de l’art qui a publié plusieurs ouvrages notamment en allemand et en français.

## Biographie
Bon élève, il commença par faire ses classes littéraires au petit séminaire de Strasbourg, par la suite il effectua ses études théologiques au grand séminaire.
Ordonné prêtre en 1850, il commença à professer au Petit Séminaire Saint Louis à Strasbourg, et ce jusqu’en 1861.
À partir de là et jusqu’en 1867 il enseigna l’histoire dans la nouvelle maison de Saint-Étienne, puis en cours d’année 1867 il prit la direction de l’église Saint-Arbogast.
En 1868, il remplace le chanoine Reich (M.Léon Émile Dacheux) et devient trésorier au Séminaire.
Nommé secrétaire général de l’évêché en 1870, en 1876 il accepta un canonicat à la cathédrale, car ses fonctions ne lui permettaient pas de se livrer à ses études de prédilection.
À partir du 11 août 1890 et à la suite du décès de Pierre-Paul Stumpf, il accéda au poste de vicaire capitulaire, il a donc pour fonction d’administrer le diocèse en cas de vacance du siège de vicaire.
À partir du 20 juillet 1891, il est élu Vicaire général par Adolf Fritzen et exerça cette fonction jusqu’à sa mort.
Mais aussi :
- Fondateur avec le chanoine Pantaléon Mury de la 1re série de la Revue catholique d'Alsace en 1859.
- Président de la Société pour la conservation des monuments historiques d'Alsace.

## Principales publications
- Statistique monumentale des cantons de Kaysersberg et de Ribeauvillé (Haut-Rhin), 1860
- Analyse des vitraux de l’ancienne collégiale de Haslach et de l’ancienne abbaye de Walbourg, 1860
- L’Ancienne Abbaye de Saint-Pierre-et-Saint-Paul à Neuwiller, 1862
- Les Antiquités gallo-romaines de Kœnigshofen (banlieue de Strasbourg), 1879
- Le Cimetière gallo-romain de Strasbourg, 1861
- Les Villages disparus en Alsace, 61 p., 1887. (éd. allemande sous le titre Die abgegangenen Ortschaften des Elsasses).